# Ropczyce (stacja kolejowa)
Ropczyce – stacja kolejowa w Ropczycach, w województwie podkarpackim, w Polsce. Stacja znajduje się ok. 4 km od centrum miasta, w dzielnicy przemysłowej miasta - Czekaj.

## Ruch pasażerski
| Rok  | Wymiana pasażerska na dobę |
| ---- | -------------------------- |
| 2017 | 150-199                    |
| 2022 | 300-499                    |